# Trademark-Zeichen
Das Trademark-Zeichen ™ ist ein Sonderzeichen, in Form der kleinen hochgestellten Buchstabengruppe „TM“.

## Verwendung

### Im Wirtschafts- und Rechtswesen
Das Zeichen wird in Ländern des angloamerikanischen Rechtskreises und von Staaten, die sich diesem Recht angeschlossen haben, in der Bedeutung „Unregistered Trade Mark“ in Texten und Abbildungen an die Namen von nicht amtlich registrierten Warenmarken angehängt. In solchen Ländern bestätigt dies bereits einen erhöhten Rechtsstatus. In Deutschland und Österreich bringt das Trademark-Zeichen keinerlei Vorteile. Nach erfolgter Registrierung dürfen Warenmarken mit dem Registriert-Zeichen „®“ gekennzeichnet werden, das auch zur Kennzeichnung amtlich registrierter Dienstleistungsmarken verwendet wird.

### Im Netzjargon
Im Netzjargon wird das Zeichen als spezielles Ironiezeichen verwendet. Einzelne Wörter können durch Nachstellung des Zeichens oder der Zeichenfolge „[TM]“ eine spezifische ironisch abgewandelte Bedeutung erhalten, beispielsweise früher™: „früher, als noch alles besser war“.

## Darstellung auf Computersystemen
Das Trademark-Zeichen ist im Unicode-Block Buchstabenähnliche Symbole als U+2122 trade mark sign enthalten. Die HTML-Notation lautet &#x2122;, &#8482; oder &trade;. In ISO 6937 hat das Zeichen die Position 0xD4. Im Textsatzsystem TeX bzw. mit darauf aufbauenden Softwarepaketen wie z. B. LaTeX wird das Zeichen mit \texttrademark erzeugt.

### Tastatureingabe
Unter Microsoft Windows mit CP1252 kann das Zeichen mit der Tastenkombination Alt+0153 eingegeben werden, eine dreistellige Nummer nach CP850 hat das Zeichen jedoch nicht. 
Mit der deutschen Standard-Tastaturbelegung E1 wird das Zeichen mit der Tastenfolge  (Alt Gr+f) – r eingegeben. (Dabei ist zu beachten, dass hier als zweites Zeichen der Kleinbuchstabe r einzugeben ist, während der Großbuchstabe R hier zum „Registriert-Zeichen“ ® führt.)
Auf Linux-Systemen mit neueren Versionen von X11 lässt sich das Zeichen durch Compose+TM eingeben.
In GTK+- oder Qt-basierten Anwendungen kann es außerdem über Strg+Umschalttaste+U, 2122 und anschließendes Drücken von Leer- oder Eingabetaste erzeugt werden.
Unter Mac OS X wird es bei deutscher Tastaturbelegung mittels Alt+Shift+D erzeugt. 